# Lothar Panicke
Lothar Axel Eberhard Panicke (* 20. März 1940 in Ranies; † 25. Januar 2012) war ein deutscher Agrarwissenschaftler und Politiker (CDU).
Panicke war als Landwirt tätig, erhielt das Diplom der Martin-Luther-Universität Halle-Wittenberg und kam 1964 zum Forschungszentrum für Tierproduktion nach Dummerstorf. Er promovierte erfolgreich an der Universität Rostock, an deren agrarwissenschaftlicher Fakultät er auch außerplanmäßiger Professor war. Sein Forschungsschwerpunkt am Forschungszentrum für Tierproduktion, das 1993 zum Forschungsinstitut für die Biologie landwirtschaftlicher Nutztiere wurde, lag bei den Milchrindern. Seine Ergebnisse wurden in zahlreichen Veröffentlichungen geschildert. 1988 erhielt er den Nationalpreis der DDR III. Klasse für Wissenschaft und Technik für die Entwicklung und Einführung neuer wissenschaftlich-technischer Ergebnisse zur Steigerung der Schlachtrinderproduktion. 2002 erhielt er die Ehrenmedaille der Südböhmischen Universität České Budějovice für langjährige und intensive Zusammenarbeit.
Politisch gehörte Panicke der CDU an, bei der er einige Jahre lang Kreisvorsitzender war. 1994 wurde er im Wahlkreis Bad Doberan II in den Landtag gewählt, dem er bis 1998 angehörte. 2004 wurde er zum Kreistagspräsidenten des Landkreises Bad Doberan gewählt.
Panicke war verheiratet und hatte drei Kinder.

## Schriften
- Untersuchungen zur Optimierung der Selektion und zur Produktionskontrolle in Milchproduktionsherden. Rostock, F. f. Math., Naturwiss. u. Technik, Diss., 1971
- Verbesserung der Zuchtwertschätzung und Wirksamkeit der Indexselektion bei Bullenmüttern und nachkommengeprüften Milchrindbullen.  Rostock, Univ., Diss. B, 1981